# Food Network
Food Network (anteriormente conocido como TV Food Network) es un canal de televisión por suscripción internacional de origen estadounidense, propiedad de Warner Bros. Discovery.

## Historia
Fue fundado el 23 de noviembre de 1993. Emite programas como Iron Chef, 30 Minute Meals, y Good Eats. El 31 de marzo de 2008, lanzó un simulcast en alta definición.

## Señales
En Latinoamérica las 3 señales son emitidas en alta definición de forma nativa en simultáneo con la señal en resolución estándar.
- Señal México: señal exclusiva para este país. Su horario de referencia corresponde al de Ciudad de México (UTC-6/-5 DST).
- Señal Panregional: señal emitida para todos los países de Latinoamérica y el Caribe. Su horario de referencia corresponde al de Bogotá (UTC-5).
- Señal Brasil: señal emitida exclusivamente para Brasil en Portugués brasileño Su horario de referencia corresponde al de São Paulo y Brasilia (UTC-3).